# Herbert Wendt (Schriftsteller)
Herbert Wendt (* 16. Mai 1914 in Düsseldorf; † 26. Juni 1979 in Baden-Baden) war ein deutscher Schriftsteller. Wendt war neben seinem literarischen Schaffen Autor zahlreicher Werke auf den Gebieten der Zoologie, der Anthropologie und der Archäologie. Von bleibender wissenschaftlicher Bedeutung sind vor allem sein internationaler Bestseller Ich suchte Adam sowie die von ihm verantworteten Nachschlagewerke Grzimeks Tierleben und Kindlers Enzyklopädie Der Mensch.

## Leben und Wirken
Seit frühester Kindheit beschäftigte sich Herbert Wendt mit der ihn umgebenden Tier- und Pflanzenwelt und versuchte im Verlauf seines Lebens immer wieder, das Ökosystem literarisch zu fassen.
Herbert Wendt hat nach seinem Abitur in Düsseldorf im Frühjahr 1933 Germanistik und Naturwissenschaften studiert und legte außerdem eine Dramaturgenprüfung ab.
1939 veröffentlichte er seinen ersten Roman mit dem Titel Trennende Gitter. Es folgte ein Jahr später der Roman Der Forst der sieben Hügel. Danach erschienen von ihm die von seinen biologischen Studien geprägten Erzählungen Füchse vom Lehmberg (1940) und Marder im Tann (1943). 
1939 wurde er als Kriegsberichterstatter zur Marine eingezogen und schrieb in dieser Zeit zahlreiche Reportagen, aber auch ein von der Marineleitung erbetenes Buch, Der Kampf um die Ostsee (1943), in dem die Eroberung der baltischen Staaten im Sommer 1941 nachgezeichnet wurde. Vizeadmiral Adolf Pfeffer verfasste das Vorwort hierzu. Nach einer schweren Verwundung vor Kreta kehrte Wendt 1943 nach Berlin zu seiner Familie zurück. 
Nach dem Ende des Krieges war er Mitglied des Antifaschistischen Komitees in Berlin und schrieb für den Aufbau-Verlag. Durch seine schriftstellerischer Tätigkeit sowie die Arbeiten seiner Frau, der Schriftstellerin und Journalistin Ingeborg Wendt, kam er mit Lion Feuchtwanger und Arnold Zweig, später auch mit Bertolt Brecht in engeren Kontakt. In den folgenden Jahren sollte sich ein reger Briefwechsel entwickeln, der durch zahlreiche Besuche untermauert wurde.
1946 publizierte er den Novellenband „Reifeprüfung“, in dem er sich kritisch mit dem Nationalsozialismus auseinandersetzte. Er beschrieb dabei mit autobiographischen Anklängen das Leben jugendlicher Abiturienten und Studierender in der Zeit nach 1933 sowie deren komplexes Verhalten zwischen Anpassung und kritischer Distanz zur Ideologie der Nationalsozialisten. Im gleichen Jahr erschien seine Erzählung Adrian und die Hermeline. Daneben veröffentlichte er in den Jahren 1946 und 1949 die Theaterstücke Ein Körnlein Salz, Ein reizender Abend und Das Regiment der Mäuse.
Um einer drohenden Verhaftung durch die Behörden der sowjetischen Besatzungszone zu entgehen, floh Wendt 1947 mit seiner Familie zunächst nach Düsseldorf und später nach Baden-Baden, wo einer seiner Verleger ansässig war. In den kommenden Jahren schrieb er die Erzählungen Sebastian und die Hirsche (1949) und Entdeckungsfahrt durchs Robbenmeer (1952) sowie die Romane Das Meer der Sonne (1950) und Das Schiff der Verdammten (1952).
Mit seinem Bestseller Ich suchte Adam, das die Entdeckungsgeschichte des Menschen behandelt, gelangte Herbert Wendt 1953 zu internationaler Anerkennung. Es wurde in rund zwanzig Sprachen übersetzt und in den USA als zweites deutsches Buch nach dem Kriege im Monat August 1956 als „Book of the Month“ ausgezeichnet. Ich suchte Adam erzielte hohe Auflagen und erschien während der nächsten Jahrzehnte immer wieder in verbesserter Auflage. 
Neben dem Band Wir und die Tiere erschien 1954 auch das Jugendbuch Hände weg vom Kolksee. In den folgenden Jahren publizierte eine Reihe weiterer Werke, die sich mit evolutionsbiologischen, menschheitsgeschichtlichen und ökologischen Themen befassten und ebenfalls in alle Weltsprachen übersetzt wurden: „Auf Noahs Spuren“ (1956), „Es begann in Babel“ (1958), „Das Liebesleben in der Tierwelt“ (1962), „Quellen, Ströme, Meere“ (1963), „Das bedrohte Paradies“ (1965) und „Ehe die Sintflut kam“ (1965, Stalling Verlag), eine Geschichte der Paläontologie. In den Jahren 1958 und 1959 erschienen zudem die Tierbücher „So leben wir mit unseren Tieren“ und „Heimliche Spuren“.
Ausgedehnte Forschungsreisen nach Lateinamerika veranlassten Herbert Wendt, sich intensiv mit den Belangen der indianischen Bevölkerung sowie der aktuellen politischen Entwicklung dieses Kontinents zu befassen. Er veröffentlichte 1964 Der schwarz-weiß-rote Kontinent, 1965 Rebellion unter dem Sonnentor und 1970 Schatten über dem Amazonas.
Der Bildband Der Affe steht auf (1971) griff noch einmal das Adam-Thema auf. Es folgten 1974 und 1975 Abenteuerliches Dschungelleben und Die Steppe bricht auf.
Sehr erfolgreich war Herbert Wendt als Herausgeber des Bandes Die schönsten Tiergeschichten (1960), der immer wieder in Neuauflagen herauskam. 
Als Chefredakteur und Autor vieler Beiträge fungierte er bei der Herausgabe der Enzyklopädie Grzimeks Tierleben, die in weiten Teilen durch Überarbeitung seine stilistische Handschrift trägt. Er war zusammen mit Professor Heberer Herausgeber des Ergänzungsbandes zu Grzimeks Tierleben: Entwicklungsgeschichte der Lebewesen. Während seiner letzten Lebensjahre arbeitete er an der Herausgabe der von ihm initiierten Kindlers Enzyklopädie Der Mensch, deren fünf erste Bände, die den naturwissenschaftlichen Aspekt der Enzyklopädie behandeln, er noch fertigstellen konnte. Kurz vor seinem Tode beendete er auch die Niederschrift eines Buches, das unter dem Titel Auf der Fährte des Einhorns im Jahre 1980 erschien. Postum erschien sein Drama Der Goldfasan oder Das Regiment der Mitläufer: Eine deutsche Tragikomödie (1998).

## Werke (Auswahl)
- Wir und die Tiere. Die abenteuerliche Geschichte der Eroberung unserer Erde durch das Tier. Albert Müller Rüschlikon, Rüschlikon (bei Zürich) 1954 (359 Seiten mit 225 Abbildungen).
- Auf Noahs Spuren. Die Entdeckung der Tiere. Grote, Hamm 1956, 574 S.
- Die schönsten Tiergeschichten. Mit vielen Naturaufnahmen. Deutsche Buch-Gemeinschaft, Berlin / Darmstadt / Wien 1962, (255 Seiten).
- Forscher entdecken die Urwelt, Stalling, Oldenburg  ©1965 OCLC 638071081 (384 Seiten).
  - bearbeitete Neuauflage als: Ehe die Sintflut kam. Forscher entdecken die Urwelt. List, München 1971 (392 Seiten), ISBN 3-471-60374-3.
- Rebellion unter dem Sonnentor. Der Aufbruch der Aymará-Indianer Boliviens in eine bessere Zukunft. (= Arenataschenbuch), Arena, [Würzburg] 1969, (180 Seiten).
- Der Affe steht auf. Eine Bilddokumentation zur Vorgeschichte des Menschen. Rowohlt, Reinbek bei Hamburg  1971, ISBN 3-498-07267-6.
- Es begann in Babel. Die Entdeckung der Völker. Neu durchges. Ausg. [5. Aufl.], (= rororo-sachbuch), Rowohlt, Reinbek bei Hamburg 1974, (507 Seiten), ISBN 3-499-16654-2.
- Das Liebesleben in der Tierwelt. Erw. Ausg., Rowohlt, Reinbek b. Hamburg 1970, 408 S. m. 102 Abb.; ISBN 3-499-16714-X (rororo-sachbuch)
- Ich suchte Adam. Die Entdeckung des Menschen. Neu durchges. u. erw. Ausg., Rowohlt, Reinbek bei Hamburg 1978, 502 S.; ISBN 3-499-16631-3 (rororo-Sachbuch)
- Die Entdeckung der Tiere. Von der Einhorn-Legende zur Verhaltensforschung. Christian, München 1980, 374 S.; ISBN 3-88472-004-X
- Quellen-Ströme-Meere. Das Epos des Wassers. Albert Müller Rüschlikon, Rüschlikon ZH 1965, (329 Seiten).

### Als Herausgeber
Wendt zeichnete verantwortlich für die nachfolgend genannten Bände in Kindlers Enzyklopädie Der Mensch
- Band 1: Im Vorfeld des Menschen. (Red.: Wolf Keienburg), Kindler, Zürich 1982, 803 S. m. Abb.; ISBN 3-463-26001-8.
- Band 2: Die Entfaltung der Menschheit. Kindler, Zürich 1982, 790 S. m. Abb.; ISBN 3-463-26002-6.
- Band 3: Der Körper des Menschen. Kindler, Zürich 1983, 864 S. m. Abb.; ISBN 3-463-26003-4.
- Band 4: Die Sonderstellung des Menschen. (Red.: Wolf Keienburg u. Michael Matthes), Kindler, Zürich 1981, 800 S. m. zahlr. Abb.; ISBN 3-463-26004-2.
- Band 5 (zusammen mit Norbert Loacker): Soziales und geschichtliches Verhalten des Menschen. Kindler, Zürich 1983, 780 S. m. Abb.; ISBN 3-463-26005-0.
- Band 6: Sprache, Kunst und Religion. Kindler, Zürich 1983; ISBN 3-463-26006-9.
- Band 7: Philosophie, Wissenschaft und Technik. Kindler, Zürich 1984; ISBN 3-463-26007-7.
- Band 8: Politik, Wirtschaft und Recht. Kindler, Zürich 1984; ISBN 3-463-26008-5.
- Band 9: Die Liebe des Menschen. Kindler, Zürich 1984; ISBN 3-463-26009-3.